# Gastó VI de Bearn
Gastó VI de Bearn, anomenat el bo (1172-1215), fou un noble català, vescomte de Bearn, d'Oloron i de Gabardà, baró de Montcada i comte de Bigorra.
Fill de Guillem I de Montcada i Maria I de Bearn, a la mort del seu pare fou posat per la seva mare sota la protecció d'Alfons el Bataller, i Pelegrí de Castillazuelo, senyor de Barbastre, en fou nomenat tutor, al qual, als 16 anys es va reconèixer feudatari del rei i el 1196 es va casar amb Peronella de Bigorra, comtessa de Bigorra i vescomtessa de Marsan, i neta del rei català Alfons. Va obligar el vescomte de Dacs a reconèixer la seva sobirania i va conquerir el vescomtat d'Orte, del qual es va proclamar senyor feudal. Fou un fidel aliat de Pere el Catòlic i lluità al seu costat a la batalla de Muret el 1213 contra els croats de Simó de Montfort, fet pel qual fou excomunicat i li calgué fer acte de submissió a l'Església abans de recuperar els seus estats.
Va morir sense fills i l'herència va passar a son germà bessó Guillem Ramon I de Montcada i de Bearn.